# Tama (miasto)
Tama (jap. 多摩市 Tama-shi) – miasto w Japonii, na wyspie Honsiu, w prefekturze metropolitarnej Tokio, nad rzeką Tama. Ma powierzchnię 21,01 km². W 2020 r. mieszkało w nim 147 169 osób, w 68 444 gospodarstwach domowych  (w 2010 r. 147 541 osób, w 64 236 gospodarstwach domowych).
1 października 1971 roku Tama-chō zostało przemianowane na Tama-shi.